# Игельстром, Генрих Густавович
Генрих Густавович фон Игельстром (нем. Igelstrom, Heinrich; 10 января 1825 — 11 февраля 1899 Варшава) — генерал от инфантерии, командир 13 армейского корпуса, 10 и 25 пехотной дивизии, участник Кавказской и Восточной войн. Владелец смоленского имения Вонлярово.

## Биография
Внебрачный сын саксонского камергера Геральда Густава Игельстрёма. Его единокровный брат Константин по делу декабристов был сослан в Сибирь; другие братья: Артур (1820—1883) — генерал-лейтенант, Виктор (1823—1880) — генерал-майор. Племянник Андрей Игельстром также был причастен к антиправительственной деятельности.
По окончании Пажеского корпуса был произведён в прапорщики 19 артиллерийской бригады, расположенной на Кавказе. Вслед затем был прикомандирован к 14-й конно-артиллерийской батарее Кавказского линейного казачьего войска. Участвовал в кампаниях 1846—1849 гг., был контужен.
За отличие в делах в 1846 году награждён орденом Святой Анны 4-й степени. 28 января 1848 года он был произведен в подпоручики и 3 июля 1849 года в поручики. В этом же году награждён орденом Святой Анны 3 степени. В 1850 году он награждён орденом Святого Владимира 4-й степени с медальоном и бантом.
За боевое отличие 15 октября 1852 года произведён в штабс-капитаны и за боевое отличие 24 июня 1854 года — в капитаны со старшинством. В 1855 году награждён орденом Святой Анны 2-й степени.
Командовал 5-й батареей 15-й артиллерийской бригады, находившейся в Южной армии. С 28 января по 22 декабря 1856 года командовал легкой 3-й батарей, резервной бригадой 5 артиллерийской дивизии. 26 августа 1858 года он был произведён в подполковники, 22 сентября 1858 года он был назначен командиром резервной батарейной батареей 19 артиллерийской бригады. В 1859 году он был награждён орденом Святой Анны 2-й степени с Императорской короной.
6 апреля 1861 года назначен командиром Конной 14-й батареей Кубанского Казачьего войска: в 1862 году награждён орденом Святого Станислава 2 степени с Императорской короной. 18 марта 1864 года по собственному желанию переведен в Эриванский Гренадерский Его Величества полк для изучения пехотной службы, командовал 3 батальоном. В мае 1864 года назначен командиром Кавказской рабочей бригады, и в том же году зачислен по полевой конной артиллерии и в конную-артиллерийскую 5-ю батарею Кубанского казачьего войска, с правом носить оба эти мундира. В 1865 году — полковник.
В 1868 году награждён орденом Святого Владимира 3-й степени, и в 1870 году произведен в генерал-майоры на оснований манифеста. 29 июня 1872 года сдал командование рабочей бригадой. 30 августа 1873 года назначен командиром 2-й бригады 23-й пехотной дивизии и в том же году награждён орденом Святого Владимира 1-й степени, а в 1880 году подарком по чину. 21 марта 1881 года сдал командование бригадой. В этом же году 30 августа был произведён в генерал-лейтенанты и тогда же назначен начальником 10-й пехотной дивизии.
В 1884 году ему пожалована аренда в 1000 рублей на 6 лет, в 1888 году награждён орденом Святого Владимира 2-й степени[уточнить]. 24 октября 1890 года назначен командиром 10-го армейского корпуса, в том же году был награждён орденом Белого орла. В 1891 году удостоился Монаршей благодарности, в 1892 году аренда увеличена до 2500 рублей. 3 июля 1894 года назначен членом Александровского комитета о раненых с оставлением по армейской пехоте. С 6 декабря 1895 года — генерал от инфантерии.
Его сын Борис Генрихович Игельстром (29.07.1866 — 10.06.1935), генерал-майор (с 1911 года).